# Disco Inferno (album The Trammps)
Disco Inferno  è il secondo album dei The Trammps, pubblicato nel 1976 per l'etichetta Atlantic Records; contiene la canzone Disco Inferno, inserita nella colonna sonora de La febbre del sabato sera.

## Pubblicazione
La data sopra riportata si riferisce a quella della distribuzione nelle discoteche statunitensi. L'album venne messo in vendita a partire dal gennaio 1977 Italia compresa (la matrice della nostra edizione è del 17 gennaio).

## Tracce

### Lato A
1. Body Contact Contract (Gray/Harris/Hendricks) – 6:55
2. Starvin' (Felder/Harris/Tyson/Young) – 7:05
3. I Feel Like I've Been Livin' (On the Dark Side of the Moon) (Baker) – 6:59

### Lato B
1. Disco Inferno (Green/Kersey) – 10:54
2. Don't Burn No Bridges (Conway/Felder/Tyson) – 6:00
3. You Touch My Hot Line (Akins/Bellmon/Drayton/Turner) – 4:23